# Melani Costa
Melanie Felicitas Costa Schmid (ur. 24 kwietnia 1989 w Palma de Mallorca) – hiszpańska pływaczka specjalizująca się w stylu dowolnym.
Mistrzyni świata na krótkim basenie ze Stambułu (2012) na 400 m stylem dowolnym oraz brązowa medalistka na 200 m. 4-krotna medalistka mistrzostw Europy na krótkim basenie z Eindhoven i Szczecina na 200, 400 i 800 m stylem dowolnym. Wicemistrzyni świata z Barcelony (2013) na 400 m stylem dowolnym.
Uczestniczka igrzysk olimpijskich z Pekinu – 2008 (18. miejsce na 200 m stylem dowolnym i 14. miejsce w sztafecie 4 × 200 m stylem dowolnym) oraz z Londynu – 2012 (9. miejsce na 200 i 400 m stylem dowolnym, 10. miejsce w sztafecie 4 × 200 m stylem dowolnym oraz 13. miejsce w sztafecie 4 × 100 m stylem zmiennym).